# Sigolsheim
Sigolsheim ist eine ehemalige französische Gemeinde  mit  1.304 Einwohnern (Stand: 1. Januar 2022) im Département Haut-Rhin in der Region Grand Est. Sie gehörte zum Arrondissement Colmar-Ribeauvillé (Rappoltsweiler) und zum Kanton Sainte-Marie-aux-Mines.
Mit Wirkung vom 1. Januar 2016 wurden die früheren Gemeinden Kaysersberg, Kientzheim und Sigolsheim zu einer Commune nouvelle mit dem Namen Kaysersberg Vignoble zusammengelegt.

## Geografie
Sigolsheim an der Elsässer Weinstraße liegt in der Oberrheinischen Tiefebene, etwa elf Kilometer nordwestlich von Colmar, am Rand der Vogesen. Das Gebiet ist Teil des Regionalen Naturparks Ballons des Vosges. Die Weinlagen Mambourg und Furstentum prägen das Landschaftsbild.

## Geschichte
Das erste Mal schriftlich erwähnt wurde Sigolsheim als „Sigoltmarca“ im Jahre 768, doch gibt es Zeugnisse über eine frühere Besiedlung (römische Villa). Das Dorf Siegolsheim gehörte früher zu den Herrschaften Hohlandsberg und Rappoltstein
1944/45 wurde der Ort während der Kämpfe um den Brückenkopf Elsass (französisch Poche de Colmar) stark in Mitleidenschaft gezogen. Ein nationaler Soldatenfriedhof am Blutberg erinnert an diese Zeit. Die stark beschädigte romanische Kirche St. Peter, erbaut um 1200, wurde von 1950 bis 1960 restauriert. 

## Bevölkerungsentwicklung
| Jahr                       | 1962 | 1968 | 1975 | 1982 | 1990 | 1999 | 2007 | 2013 |
| -------------------------- | ---- | ---- | ---- | ---- | ---- | ---- | ---- | ---- |
| Einwohner                  | 887  | 900  | 946  | 946  | 931  | 986  | 1212 | 1195 |
| Quellen: Cassini und INSEE |      |      |      |      |      |      |      |      |

## Partnerschaften
Seit 1967 ist der Ort mit Burkheim am Kaiserstuhl, heute ein Ortsteil von Vogtsburg im Kaiserstuhl auf der anderen Seite des Rheins, partnerschaftlich verbunden.

## Persönlichkeiten
- Andreas Räß (1794–1887), deutscher Theologe und Bischof der Diözese Straßburg (1842–1887), wurde in Sigolsheim geboren

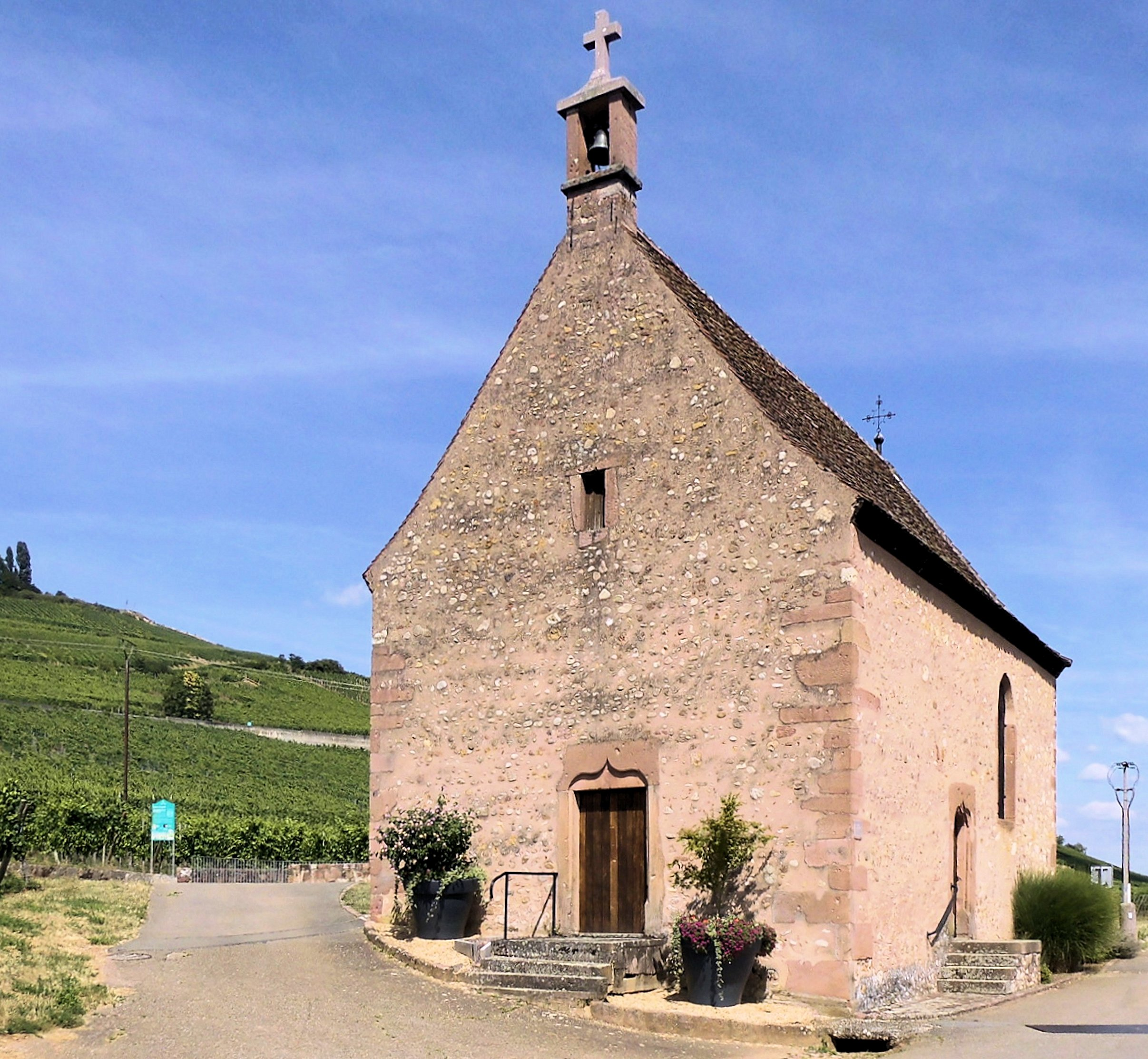
Kapelle St. Anna
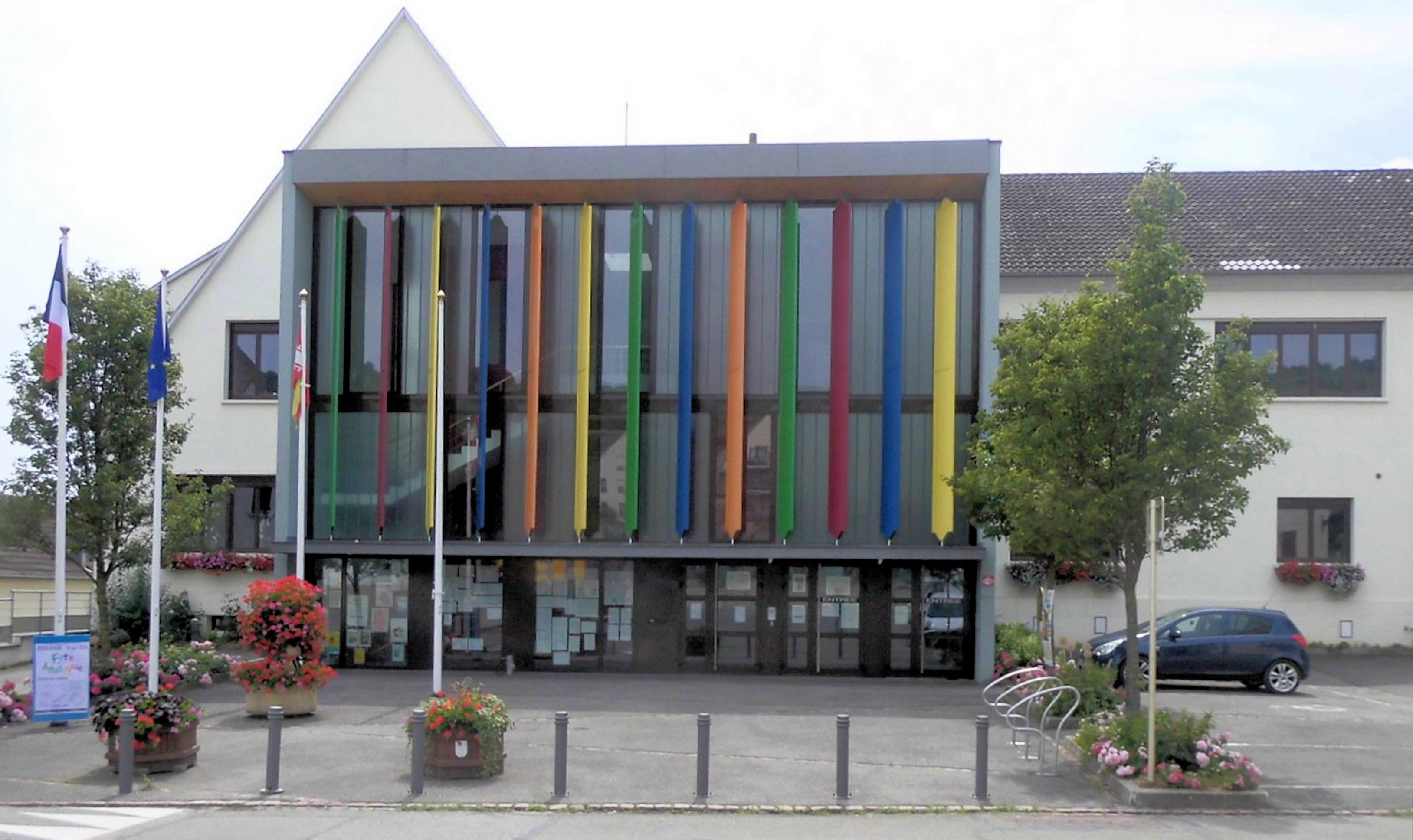
Ehemaliges Rathaus